# Dub Turnerův
Dub Turnerův (Quercus × turneri) je poloopadavý strom dorůstající výšky až 15 metrů. Je to kříženec dubu cesmínovitého a dubu letního, vzniklý v 18. století v kultuře. Je to jeden z mála přes zimu zelených dubů, které je možno pěstovat i v Česku.

## Charakteristika
Dub Turnerův je poloopadavý strom dorůstající výšky 6 až 15 metrů. Koruna je kuželovitá. Borka je lehce purpurově šedá, hladká, později mělce brázditá. Letorosty jsou hnědošedé, hvězdovitě plstnaté, později olysávající. Listy jsou obvejčité až eliptické, oddáleně chobotnatě zubaté, 6 až 8 (až 11) cm dlouhé, s 5 až 6 páry tupých zubů s nasazenou špičkou. Listy jsou na líci tmavě zelené, v dospělosti lysé, na rubu na žilnatině hvězdovitě chlupaté. Řapíky jsou 4 až 8 mm dlouhé. Žaludy jsou asi 2 cm dlouhé, vyrůstají po 2 až 7 na tenkých 3 až 5 cm dlouhých plstnatých stopkách, asi do 1/2 kryté polokulovitou plstnatou číškou.

## Původ
Dub Turnerův je kříženec středomořského dubu cesmínovitého (Quercus ilex) a našeho domácího dubu letního (Quercus robur). Vznikl v kultuře před rokem 1780 v anglickém Essexu ve školce pana Turnera, po němž nese jméno.

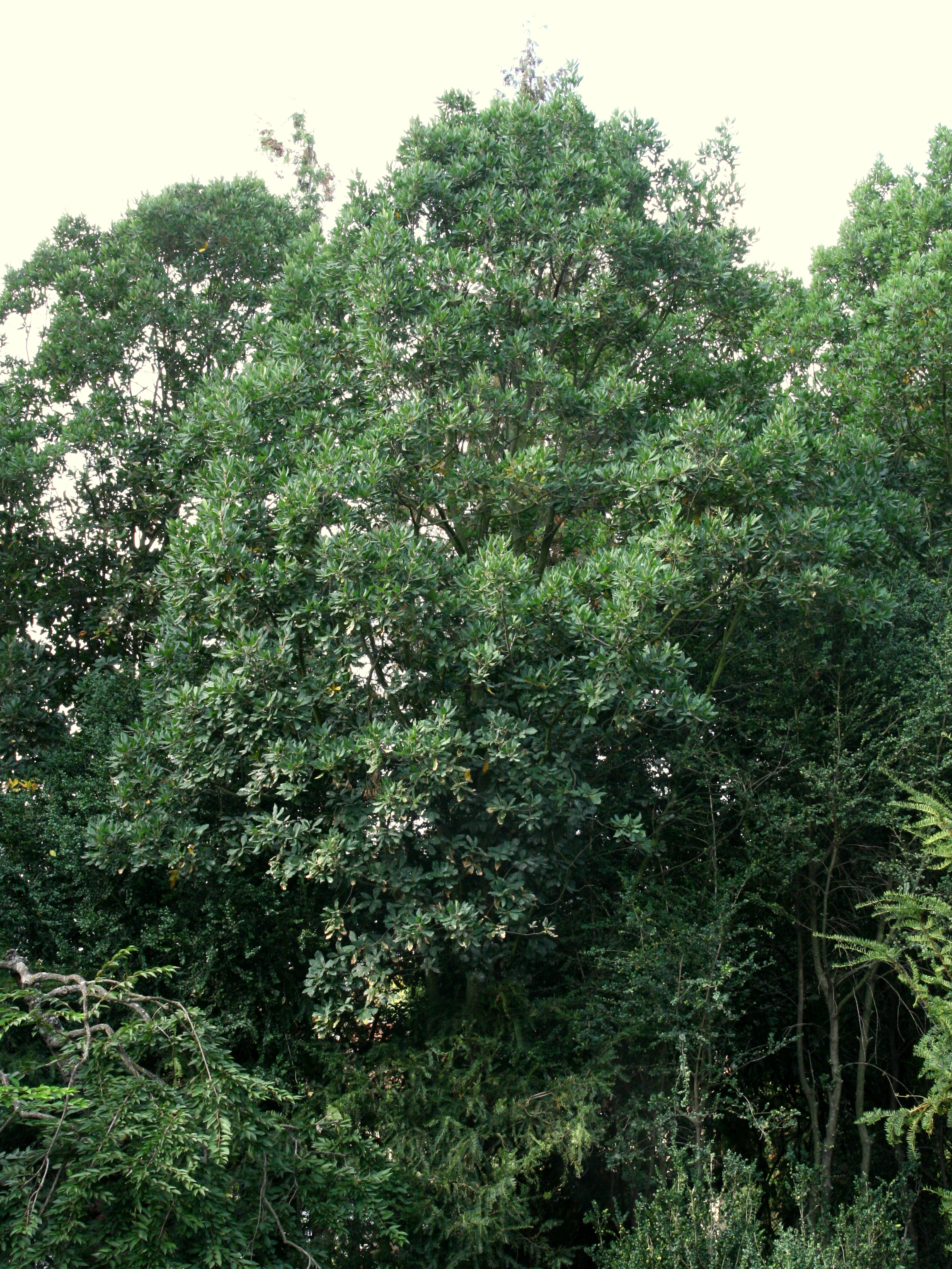
Dub Turnerův - Quercus turneri 'Pseudoturneri'
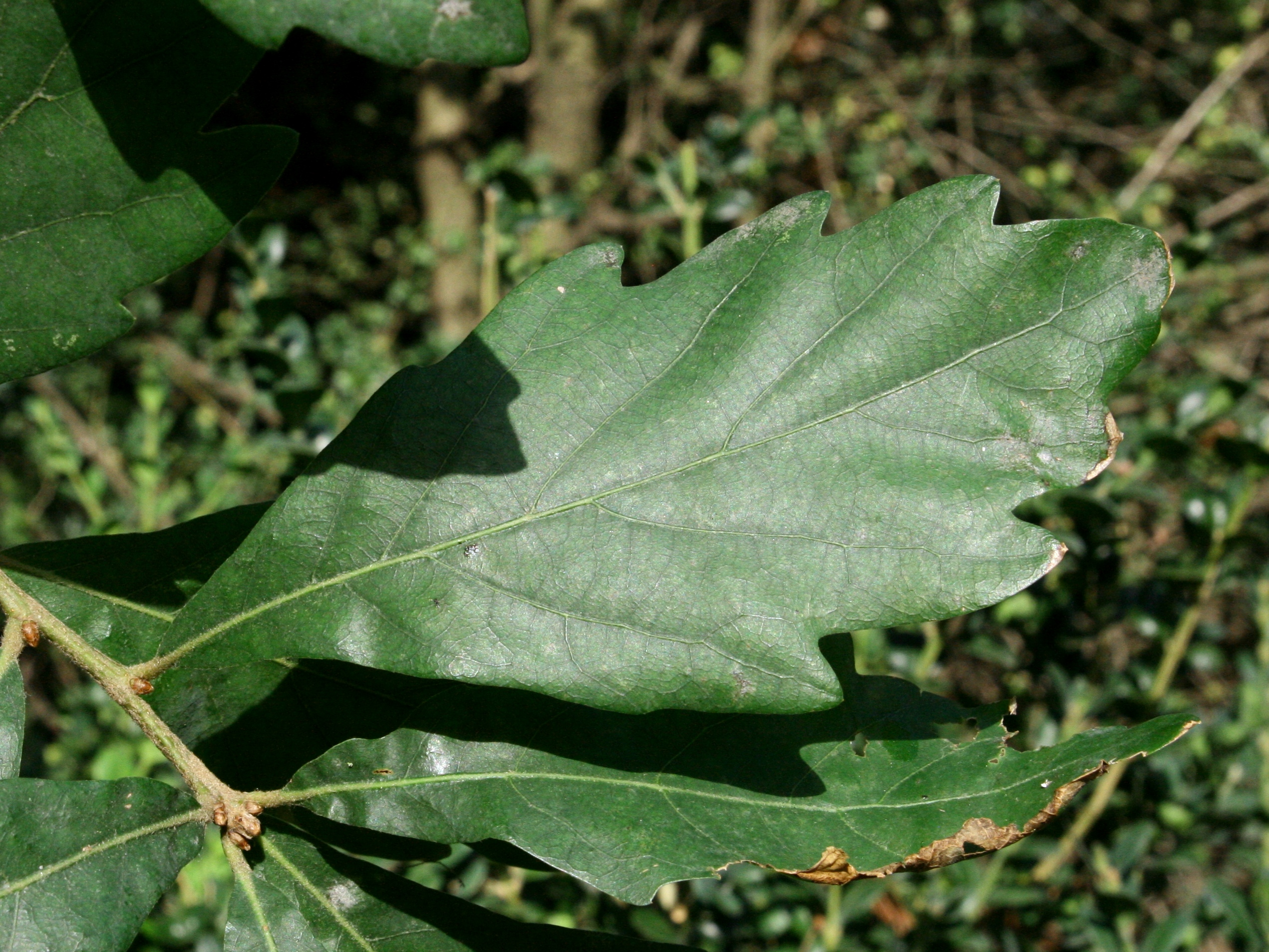
Detail listu dubu Turnerova
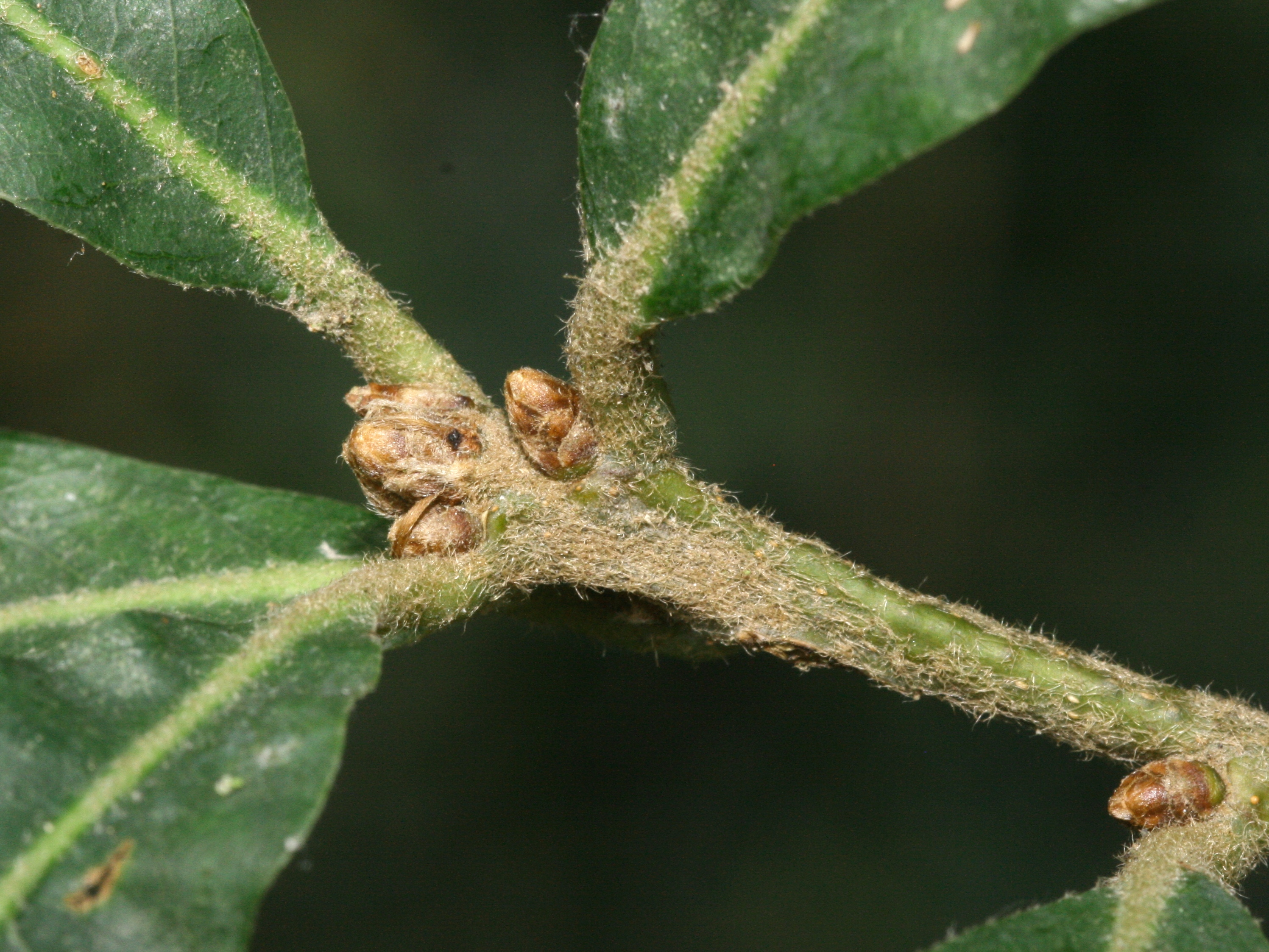
Detail větévky dubu Turnerova

## Význam
Dub Turnerův je jeden z mála přes zimu zelených dubů, který vydrží středoevropské klima. Kultivar 'Pseudoturneri' má listy úzce obvejčité až podlouhlé, 7 až 10 cm dlouhé, s užšími a delšími zuby, které zpravidla vytrvávají zelené až do jara. Rozmnožuje se výhradně roubováním. V Česku je poměrně zřídka pěstován, povětšině v kultivaru 'Pseudoturneri'. Je uváděn z Dendrologické zahrady v Průhonicích a z Průhonického parku., vysazen je v několika vzrostlých exemplářích i v Arboretu MU v Brně.